# Nußdorf
Nußdorf este o localitate cu 1293 de locuitori care aparține de Überlingen, Germania. In apropiere se află locul de pelerinaj Biserica din Birnau.